# Lhotse
Il Lhotse è la quarta montagna più alta della Terra con i suoi 8.516 m s.l.m. È composto da tre vette ed è collegato direttamente all'Everest tramite il Colle Sud (7.906 m).

## Toponimo
Il Lhotse è indicato con la sigla E1 dal servizio cartografico dell'India, in quanto la montagna non pare avere un nome ufficiale né in tibetano, né in nepalese. Nell'agosto del 1921, Howard Bury non trovando un nome locale che definisse la montagna propose Lhotse, che in tibetano vuol dire cima sud, in quanto la sua cima si trova a sud dell'Everest ed è unito ad esso tramite il Colle Sud.

## Conformazione
Oltre alla cima principale sono presenti altre due cime secondarie: il Lhotse Mig (Est - 8.414 m) ed il Lhotse Shar (8.383 m).

## Ascensioni

### Prima ascensione
La prima ascensione fu compiuta nel 1956 da una spedizione svizzera guidata da Albert Eggler e formata da Wolfgang Diel, Hans Grimm, Hansrudolf Von Gunten, Eduard Leuthold, Fritz Luchsinher, Jürg Marmet, Fritz Müller, Ernest Reiss, Adolf Reist ed Ernst Schmied, oltre a 22 sherpa. L'ascensione avvenne utilizzando sei campi, salendo prima il ghiacciaio Khumbu, quindi scalando fin quasi al Colle Sud, per poi salire un couloir sulla parete nord-ovest che conduce fino alla vetta del Lhotse. Il 18 maggio raggiunsero la cima Fritz Luchsinger e Ernst Reiss. La stessa spedizione portò anche quattro alpinisti in cima all'Everest il 23 e 24 maggio, essendo buona parte del percorso condiviso fin quasi al Colle Sud.

### Prima ascensione femminile
La prima ascensione femminile fu compiuta il 10 maggio 1996 da Chantal Mauduit. L'alpinista francese bivaccò la notte precedente al campo 4 insieme a Tim Horvath and Steve Koch. Il giorno successivo Horvath e Koch rinunciarono alla salita per il freddo e Mauduit raggiunse da sola la vetta.

### Prima ascensione invernale
La prima ascensione invernale fu compiuta da Krzysztof Wielicki il 31 dicembre 1988. Wielicki faceva parte di una spedizione belga-polacca, costituita dalla "Belgian Everest Winter Expedition" guidata da Herman Detienne, che aveva come obiettivo primario l'Everest e come secondario il Lhotse. A questa spedizione si erano uniti tre alpinisti polacchi, Wielicki, Andrzej Zawada e Leszek Cichy. Il 22 dicembre il tentativo belga sull'Everest fallì a poca distanza dalla cima per un incidente a un portatore sherpa. Sul fronte Lhotse invece il 30 dicembre i polacchi bivaccarono al campo 3 a 7.400 metri, ma il giorno successivo solo Wielicki si sentì in grado di partire. Raggiunse così la vetta in solitaria dal campo 3, senza ossigeno supplementare e indossando un corpetto che gli sosteneva la colonna vertebrale, essendo reduce da un grave incidente sul Bhagirathi II.

### La Parete Sud
La Parete Sud fu tentata per la prima volta nel 1973 da un team giapponese ma resistette a tutti i tentativi fino al 1990, guadagnandosi la reputazione di via più difficile del mondo. Spedizioni notevoli sulla parete sud:
- 1975 - Nazionale italiana guidata da Riccardo Cassin con Reinhold Messner, Alessandro Gogna e Mario Curnis
- 1981 - La squadra jugoslava guidata da Ales Kunaver. La squadra di Kunaver raggiunse gli 8250 metri e Franc Knez e Vanja Matijevec raggiunsero la cima della parete, ma lontano dalla vetta

- 1985 - Spedizione polacca guidata da Janusz Majer e comprendente Jerzy Kukuczka e Krzysztof Wielicki raggiunse gli 8200 metri. Rafal Cholda è morto dopo una caduta senza corda.

- 1985 - Tentativo in stile alpino di Vincent Fine e Michel Fauquet raggiunge i 7250 metri. Fine poi arriva oltre gli 8000 metri con la squadra polacca.

- 1987 - Spedizione polacca con membri internazionali guidati da Wielicki raggiunse gli 8300 metri, con Wielicki e Artur Hajzer che raggiunsero la vetta. Czeslaw Jakiel è stato ucciso da una valanga.

- 1989  - Squadra internazionale guidata da Reinhold Messner comprendente Wielicki, Hajzer, Christophe Profit e Hans Kammerlander raggiunge i 7200 metri

- 1989  - Spedizione polacca guidata da Kukuczka raggiunge gli 8300 metri prima che Kukuczka cada e muoia mentre stava tentando la vetta con Ryszard Pawlowski

- 1989 inverno - Profit e Marc Batard effettuano tentativi in stile alpino e in solitaria

- 1990 primavera - Tomo Česen effettua la prima salita in solitaria ma la sua affermazione è stata contestata a causa di dubbi sulle prove fotografiche

- 1990 autunno - tentativo in stile alpino di Pierre Beghin e Christophe Profit raggiunge i 7600 metri

- 1990 autunno - Nello stesso momento una squadra sovietica effettua la prima indiscussa scalata del Pilastro Centrale. Sergei Bershov e Vladimir Karataev raggiungono la vetta con Karataev che ha subito un grave congelamento durante la discesa aiutato da Misha Turkevich e Gennadii Kopieka.

Nonostante numerosi tentativi non è stata effettuata alcuna ripetizione della parete sud. La più vicina è stata una salita invernale di un team giapponese guidato da Osamu Tanabe che, con Takahiro Yamaguchi e Pemba Chhoti Sherpa ha raggiunto la cresta sommitale ma non la vetta nel 2006.

### Altre ascensioni
- 1955 - Primo tentativo di scalata del Lhotse da parte di una spedizione internazionale.
- 1965 - Primo tentativo di conquista da parte di una spedizione giapponese al Lhotse Shar che rinuncerà a quota 8.100 m.
- 1979 - Gli austriaci Zepp Maierl e Rolf Walter compiono la prima ascensione al Lhotse Shar.
- 1986 - Reinhold Messner raggiunge la cima divenendo così il primo uomo nella storia ad aver scalato tutti gli Ottomila.
- 1989 - Durante un tentativo sulla parete sud perde la vita l'alpinista polacco Jerzy Kukuczka, a causa dell'improvvisa rottura di una corda.
- 2001 - Prima ascensione al Lhotse Mig da parte di una spedizione russa.

## Galleria d'immagini

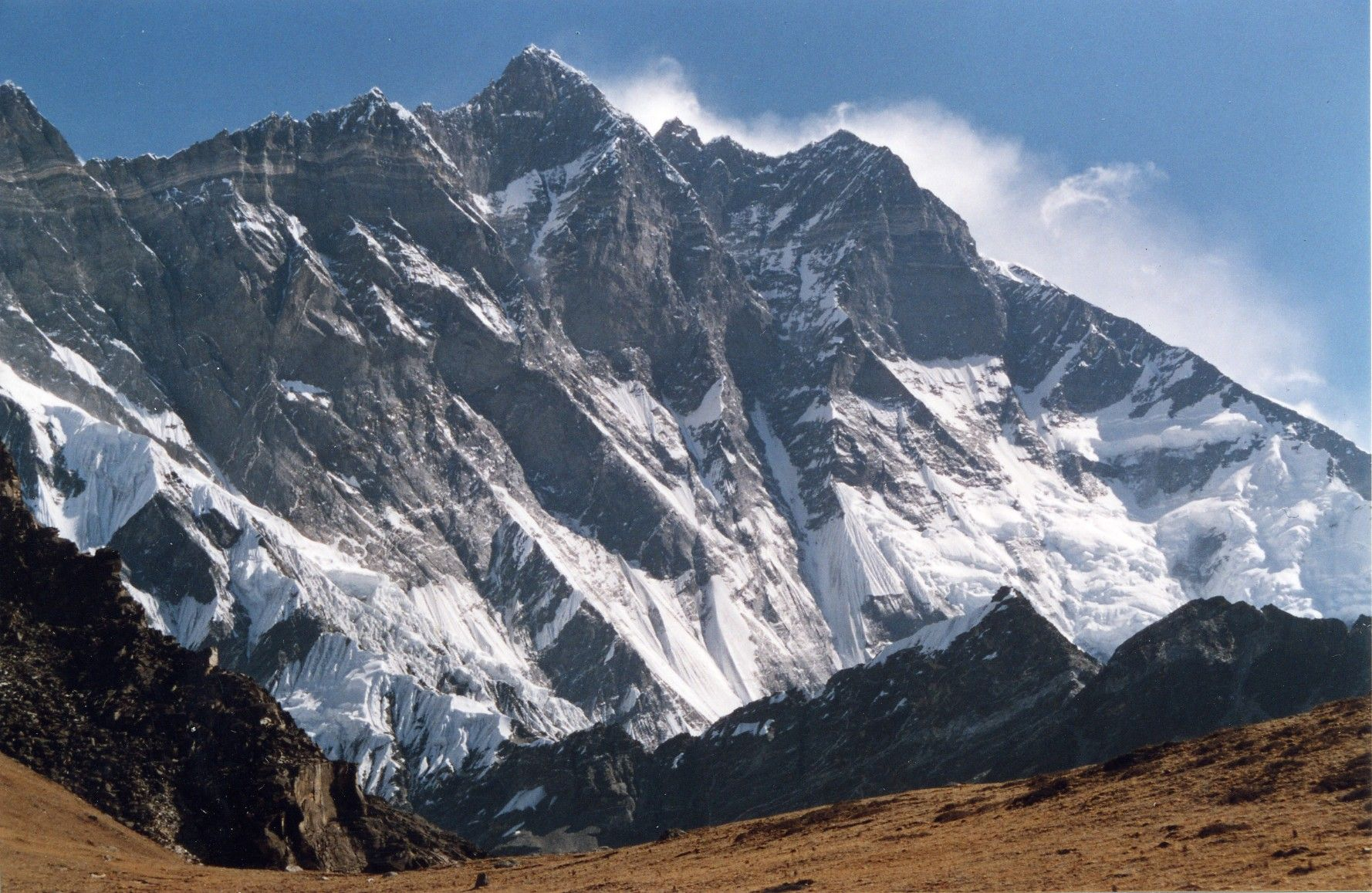
La parete sud
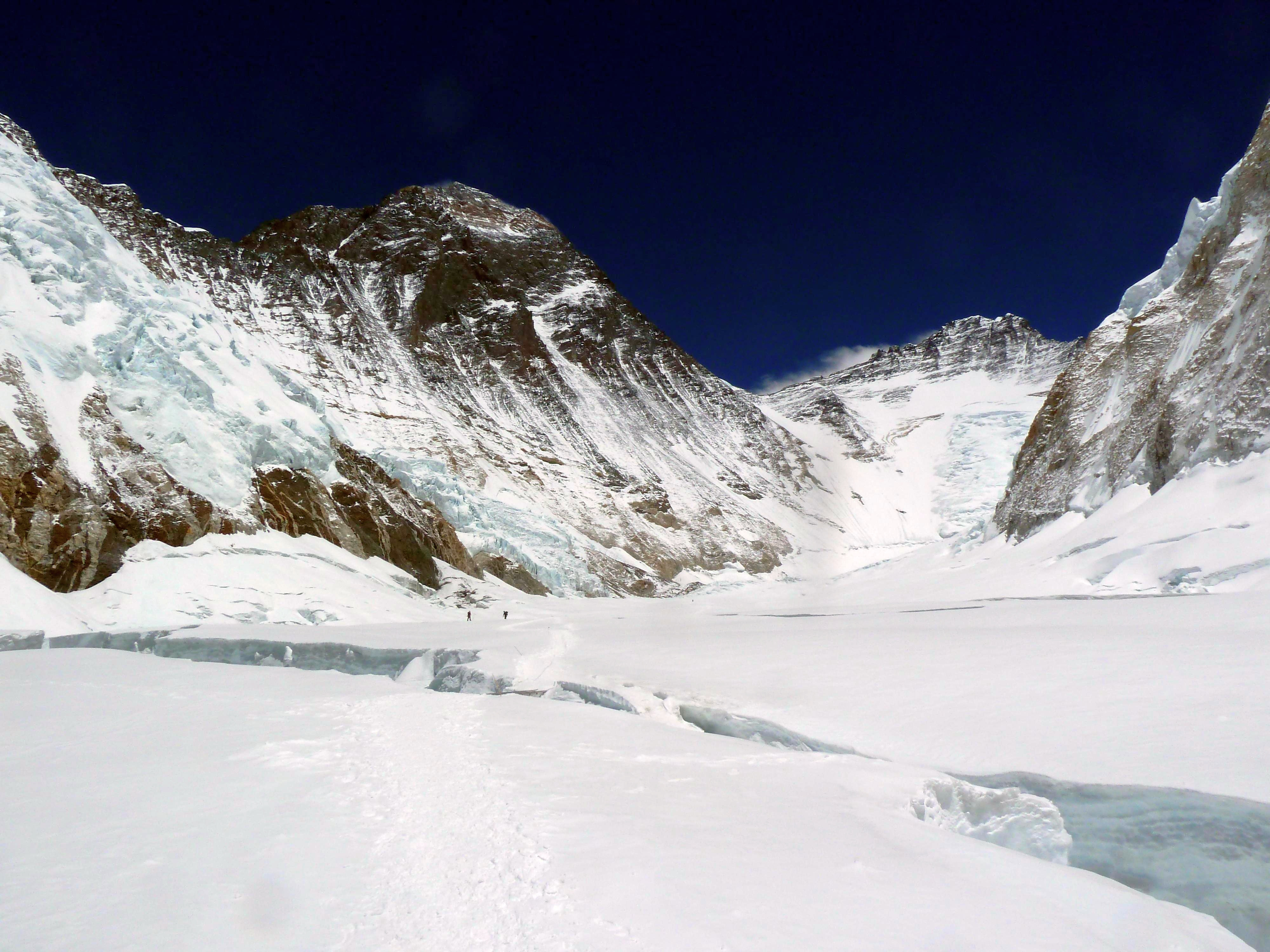
L'Everest, il Colle Sud e la parete nord-ovest del Lhotse
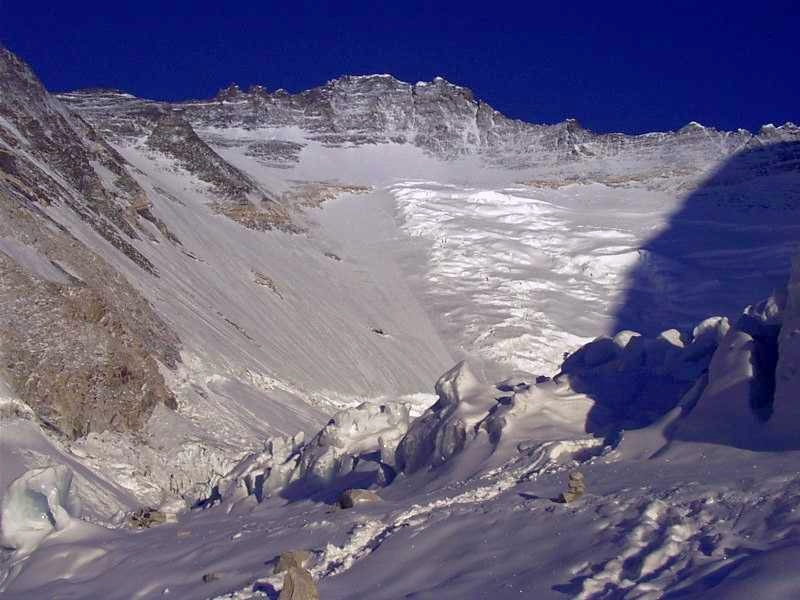
Particolare della parete nord-ovest
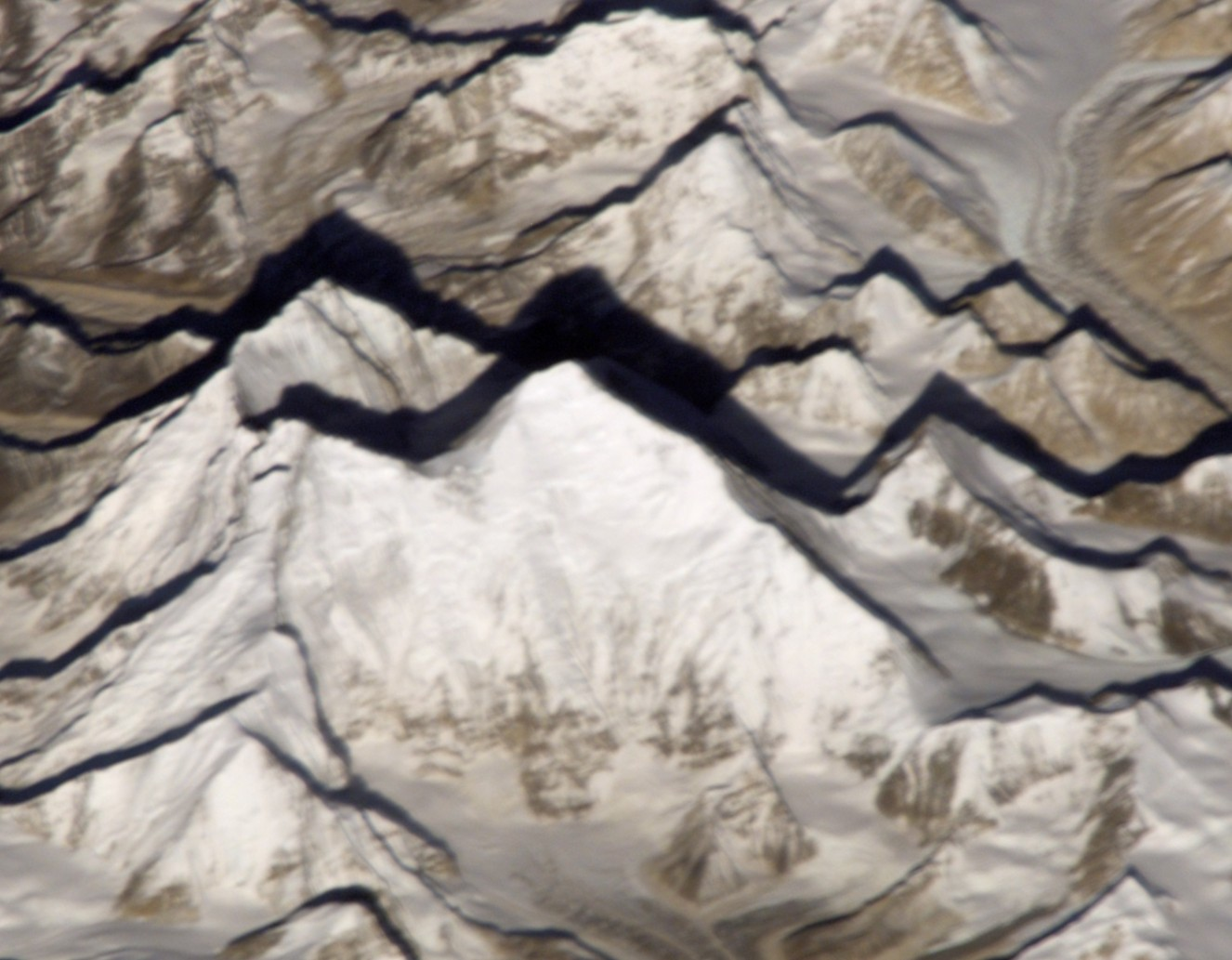
Le pareti est, cinesi, del Lhotse e dell'Everest, separate dal Colle Sud, fotografate dalla Stazione spaziale internazionale